# Kazim Kazimzade
Kazim Kazimzade (Kazım Məmmədəli oğlu Kazımzadə), né le 10 août 1913 à Bakou et mort le 4 octobre 1992 à Bakou, est un peintre du Peuple de l’Azerbaïdjan.

## Biographie
En 1936 Kazim Kazimzade termine le Collège d'art d'Azerbaïdjan. En 1960 il est diplômé de l'Institut de peinture, de sculpture et d'architecture de Leningrad. 

## Parcours professionnel
Il commence sa carrière comme enseignant. Après avoir obtenu son diplôme du Collège pédagogique, il travaille comme enseignant dans la région de Chabran pendant un certain temps et comme directeur d' école d’un village. Il était principalement engagé dans des illustrations de livres et des graphiques de banc. Il fait des croquis de costumes pour des performances et des films. À partir de 1942, il est directeur du Musée d'art d'État d'Azerbaïdjan et à partir de 1954, il est membre clé du Comité soviétique du Conseil international des musées. Il donne la première conception artistique des maisons-musées de Samad Vurgun et d'Uzeyir Hadjibeyov à Bakou, de la Maison de la poésie de Samed Vurgun à Gazakh, du Musée d'histoire et d'ethnographie de Lankaran.

## Titres et distinctions
- Artiste Émérite (1943)
- Artiste du Peuple (1965)
- Prix d'État de l'URSS (1950)
- Ordre du Drapeau rouge du Travail

## Mémoire
Une rue de Bakou porte le nom de Kazim Kazimzade